# Dům U Zlatého růžence
Dům U Zlatého růžence v Plzni je dům čp. 104 na rohu náměstí Republiky (č. or. 11) a Dřevěné ulice. Třípatrový činžovní dům zdobí na štítu dva andělé se zlatým růžencem a na nároží ve výši druhého patra plastika vojáka s halapartnou v odění z doby třicetileté války. Dům je kulturní památkou. Vedle domu stojí Scriboniovský dům.